# Matrice extracellulare
In biologia, la matrice extracellulare (abbreviata con MEC)  o metaplasma costituisce la parte di un tessuto non composta da cellule. In particolare è l'elemento distintivo dei tessuti connettivi.

## Componenti
La MEC è costituita da diversi tipi di glicoproteine, proteoglicani e da acido ialuronico. Nella maggior parte degli animali la componente più abbondante nella MEC è il collagene (la proteina più abbondante negli animali, che costituisce il 25% delle proteine del corpo umano).
La MEC contiene altri componenti: proteine come la fibrina, l'elastina, la fibronectina, la laminina e l'entactina; inoltre minerali come l'idrossiapatite, nel tessuto osseo, e fluidi come plasma e siero con antigeni liberi.  
In aggiunta la MEC funge da deposito di diversi fattori di crescita cellulari. Cambiamenti nella condizione fisiologica possono innescare l'attività di proteasi che provocano il rilascio locale di questi depositi. Questo permette una rapida attivazione delle funzioni cellulari nella zona di rilascio, senza dover sintetizzare ex novo i fattori.

## Funzione
A seconda della sua composizione la MEC può svolgere differenti funzioni come ad esempio quella di supporto delle cellule e del loro ancoraggio e di divisione tra i diversi tessuti. 
L'ancoraggio delle cellule avviene attraverso interazioni tra la MEC e proteine di membrana, dette glicorecettori, appartenenti alla famiglia delle integrine. Attraverso questi 'ponti' molecolari le variazioni della MEC possono trasmettere stimolazioni meccaniche ed influire sull'organizzazione del citoscheletro; allo stesso modo il citoscheletro può indurre modifiche nella MEC. 
Spesso, la MEC ha un ruolo nel processo di riconoscimento e regolazione intercellulare, permettendo il corretto funzionamento di recettori cellulari come le caderine e le molecole adesive dei neuroni (N-CAM).
La MEC ha ruoli diversi a seconda del tipo di tessuto di cui fa parte. Se si tratta di un tessuto connettivo, la matrice extracellulare abbonda e le cellule vi si distribuiscono in modo sparso; se si tratta di un tessuto epiteliale, la matrice extracellulare è scarsa e la maggior parte del volume è occupata dalle cellule.